# Dwars door België 1963
La Dwars door België 1963, diciannovesima edizione della corsa, si svolse dal 6 al 7 aprile su un percorso di 428 km ripartiti in 2 tappe, con partenza ed arrivo a Waregem. Fu vinta dal belga Clément Roman della squadra Faema-Flandria davanti al tedesco Dieter Puschel e all'altro belga Robert Seneca.

## Tappe
| Tappa  | Data     | Percorso        | km  | Vincitore di tappa | Leader cl. generale |
| ------ | -------- | --------------- | --- | ------------------ | ------------------- |
| 1ª     | 6 aprile | Waregem > Ciney | 208 | Albert Covens      |                     |
| 2ª     | 7 aprile | Ciney > Waregem | 220 | Rik Luyten         | Clément Roman       |
| Totale | Totale   | Totale          | 428 |                    |                     |

## Dettagli delle tappe

### 1ª tappa
- 6 aprile: Waregem > Ciney – 208 km

| Pos. | Corridore     | Squadra | Tempo    |
| ---- | ------------- | ------- | -------- |
| 1    | Albert Covens | Solo    | 6h15'00" |
| 2    | Robert Seneca | Solo    | a 50"    |
| 3    | Clément Roman | Faema   | s.t.     |

| Pos. | Corridore | Squadra | Tempo |
| ---- | --------- | ------- | ----- |

### 2ª tappa
- 7 aprile: Ciney > Waregem – 220 km

| Pos. | Corridore       | Squadra       | Tempo    |
| ---- | --------------- | ------------- | -------- |
| 1    | Rik Luyten      | Dr. Mann Labo | 5h33'00" |
| 2    | Jos Geurts      | Dossche Sport | s.t.     |
| 3    | Leopold Rosseel | Ruberg-Liga   | s.t.     |

| Pos. | Corridore      | Squadra     | Tempo |
| ---- | -------------- | ----------- | ----- |
| 1    | Clément Roman  | Faema       |       |
| 2    | Dieter Puschel | Ruberg-Liga |       |
| 3    | Robert Seneca  | Solo        |       |

## Classifiche finali

### Classifica generale
| Pos. | Corridore          | Squadra                      | Tempo |
| ---- | ------------------ | ---------------------------- | ----- |
| 1    | Clément Roman      | Faema-Flandria               |       |
| 2    | Dieter Puschel     | Ruberg-Liga                  |       |
| 3    | Robert Seneca      | Solo-Terrot-Van Steenbergen  |       |
| 4    | Jos Dewit          | Pelforth-Sauvage-Lejeune     |       |
| 5    | Jos Bosmans        | Solo-Terrot-Van Steenbergen  |       |
| 6    | José Thumas        | Dr. Mann Labo                |       |
| 7    | Lambert van de Ven | Dossche Sport-Theugels-Robur |       |
| 8    | Gilbert Maes       | Dossche Sport-Theugels-Robur |       |
| 9    | Willy Raes         | Dr. Mann Labo                |       |
| 10   | Willy Butzen       | Dr. Mann Labo                |       |